# Sancho de Noronha (1579-1641), 6º conde de Odemira
D. Sancho de Noronha (1579 - 12 de dezembro de 1641), 6º conde de Odemira, senhor de Mortágua, Penacova, Eixo, Requeixo, Paus, Vilarinho e da Ribeira de Pame, e alcaide-mor de Estremoz e Alvor.
Filho póstumo de D. Afonso de Noronha, 5º conde de Odemira, e de D. Violante de Castro, a qual foi tutora de seu filho durante a sua menoridade. Em 8 de Março de 1596 o rei Filipe I confirmou a posse do condado. Em 18 de Outubro de 1609 o rei Filipe II fez-lhe a mercê de que o condado de Odemira fosse de juro e herdade, conforme a Lei Mental. Em 25 de Dezembro de 1640 foi nomeado mordomo-mor da rainha Luísa de Gusmão.
Casou (1598) com D. Juliana de Lara, filha de D. Manuel de Meneses, 5º marquês de Vila Real e 1º duque de Vila Real e de D. Maria da Silva, de quem teve:
- Madalena de Meneses e Noronha (c.1599 - morreu jovem).